# Мубан
Мубан (тай. หมู่บ้าน) — адміністративна одиниця четвертого порядку в Таїланді.

## Загальні відомості
Як правило, позначення " мубан " перекладається як «село» або «сільська комуна». Адміністративно «мубан» входять у тамбони, одиниці третього порядку (громади). У 2009 році в Таїланді налічувалося 74 956 мубанів, об'єднаних у 7 255 тамбонів. У середньому в мубан входять 144 сільських господарства, у яких проживало 746 членів сім'ї (дані на 1990 рік).
«Мубан» далеко не завжди відповідає одному поселенню чи селу. Великі селища зазвичай розділені на кілька «мубанів», у той же час один «мубан» можуть становити багато малих селищ. При назві таїландських сільських поселень слово «мубан» зазвичай скорочується до «бан» (บ้าน), що означає «село» або «будинок».

## Система управління
Мубан очолює Пху-Яй-Бан (ผู้ใหญ่บ้าน - головний по селу, «староста села»). Його вибирає сільський сход і потім затверджує на посаді Міністерство внутрішніх справ. Раніше обраний Пху-Яй-Бан залишався на своїй посаді довічно, проте зараз термін його діяльності обмежується п'ятьма роками, після чого він має право знову виставити свою кандидатуру на нових виборах. Кожен Пху-Яй-Бан має двох помічників, один з яких займається питаннями управління, а інший — питаннями безпеки. Також в мубанах створюються сільські комітети при Пху-Яй-Бані, що складаються з обраних членів сільської громади і виконують дорадчі функції.
Як рідкісний виняток, існують у Таїланді також «мубани», що знаходяться на території міст. В них посади «старости села» (Пху-Яй-Бан) не передбачена.